# Парикія
Парос, або Перикія (грец. Πάρος), — головне місто та порт острова Парос у Греції, у складі нома Кіклади. Населення — 4522 осіб (2001). Порт Пароса є важливим транспортним центром, з якого ходять пороми до Афін, а також в Іракліон (Крит) і до островів Наксос, Йос, Санторіні та Міконос.
Парос розташований у бухті на західному узбережжі острова. У місті розташовані — старовинна церква, невеликі крамнички та безліч будинків, розгалужені вузькими мощеними доріжками. Парос є одним із найпопулярніших та найжвавіших місць острова. Кафе та ресторани, розташовані вздовж узбережжя, приваблюють багато туристів. Парос також відомий своїм яскравим нічним життям.
Архітектура міста витримана у старовинному стилі Кікладських островів із плоскими дахами будинків, білими стінами та синіми рамами вікон. Будинки увиті виноградною лозою і приховані апельсиновими та гранатовими деревами. На скелі біля моря знаходяться руїни стародавнього замку, збудованого майже цілком із мармуру.

## Історія
Парос заснований у давнину. У 7 ст. до н. е. завдяки торгівлі мармуром Парос став сильним військово-морським портом, паросці почали колонізацію берегів Мармурового моря. У 5 столітті до н. е. опинився під перським пануванням. Візантійська церква Богородиці Стобрамської, датована X століттям, — одна з найстаріших пам'яток християнської архітектури на території Греції.
1. ↑  Greek census 1951